# Mistrzostwa Świata Juniorów w Hokeju na Lodzie 2018/II Dywizja
Mistrzostwa Świata Juniorów w Hokeju na Lodzie II dywizji 2018 odbędą się w dwóch państwach: w Wielkiej Brytanii (Dumfries) oraz w Serbii (Belgrad). Zawody grupy A rozgrywano w dniach 10–16 grudnia 2017 roku, a grupy B 10-16 stycznia 2018 roku.
W mistrzostwach drugiej dywizji uczestniczyło 12 zespołów, które zostały podzielone na dwie grupy po 6 zespołów. Rozgrywały one mecze systemem każdy z każdym. Pierwsza drużyna turnieju grupy A awansowały do mistrzostw świata dywizji IB w 2019 roku, ostatni zespół grupy A w 2019 roku zagra w grupie B, zastępując zwycięzcę turnieju grupy B. Najsłabsza drużyna grupy B spadła do trzeciej dywizji.
Hale, w których odbyły się zawody to:
- Ice Bowl (Dumfries)
- Ice Rink Pionir (Belgrad)

## Grupa A
Wyniki
| 10 grudnia 2017 | Japonia | 6:1 | Holandia | Ice Bowl, Dumfries |

| Szczegóły      | Szczegóły | Szczegóły       | Szczegóły               | Szczegóły                                                                            |
| -------------- | --- | --------------- | ----------------------- | ------------------------------------------------------------------------------------ |
| Godzina: 13:00 | Y. Kobori (PP) 06:03 K. Yoneyama (PP) 06:47 D. Aoyama (PP) 12:25 T. Kobayashi (EQ) 33:51 D. Igari (EQ) 34:42 T. Kobayashi (EQ) 41:47 | (3:1, 2:0, 1:0) | 18:23 (EQ) J. van Soest | Widzów: 167 Sędzia główny: Joonas Kova Sędziowie liniowi: Andrew Dalton Mads Mandrup |
| Godzina: 13:00 | 12 min. |                 | 12 min.                 | Widzów: 167 Sędzia główny: Joonas Kova Sędziowie liniowi: Andrew Dalton Mads Mandrup |

| 10 grudnia 2017 | Korea Południowa | 5:4 pk. | Estonia | Ice Bowl, Dumfries |

| Szczegóły      | Szczegóły                                                                                          | Szczegóły                 | Szczegóły                                                                                | Szczegóły                                                                                 |
| -------------- | -------------------------------------------------------------------------------------------------- | ------------------------- | ---------------------------------------------------------------------------------------- | ----------------------------------------------------------------------------------------- |
| Godzina: 16:30 | Lee J.M. (PP) 25:09 Lee T.K. (EQ) 35:00 Lee J.M. (PP) 55:15 Kim S.Y. (EQ) 57:06 Lee J. (GWG) 65:00 | (0:1, 2:0, 2:3, 0:0, 1:0) | 1:40 (EQ) D. Kuznetsov 44:06 (EQ) M. Simonov 58:50 (PP) A. Linde 59:14 (PP) D. Kuznetsov | Widzów: 236 Sędzia główny: Adam Kika Sędziowie liniowi: Christian Cristeli Ally Flockhart |
| Godzina: 16:30 | 33 min.                                                                                            |                           | 12 min.                                                                                  | Widzów: 236 Sędzia główny: Adam Kika Sędziowie liniowi: Christian Cristeli Ally Flockhart |

| 10 grudnia 2017 | Wielka Brytania | 3:2 | Rumunia | Ice Bowl, Dumfries |

| Szczegóły      | Szczegóły                                                        | Szczegóły       | Szczegóły                                  | Szczegóły                                                                                 |
| -------------- | ---------------------------------------------------------------- | --------------- | ------------------------------------------ | ----------------------------------------------------------------------------------------- |
| Godzina: 20:00 | S. Duggan (EQ) 20:11 C. Garrigan (EQ) 43:35 C. Shudra (PP) 52:16 | (0:0, 1:1, 2:1) | 38:27 (EQ) Z. Sandor 43:19 (EQ) Z. Reszegh | Widzów: 418 Sędzia główny: Miha Bajt Sędziowie liniowi: Nicholas Briganti Nikita Wiljugin |
| Godzina: 20:00 | 10 min.                                                          |                 | 8 min.                                     | Widzów: 418 Sędzia główny: Miha Bajt Sędziowie liniowi: Nicholas Briganti Nikita Wiljugin |

| 11 grudnia 2017 | Holandia | 4:5 | Korea Południowa | Ice Bowl, Dumfries |

| Szczegóły      | Szczegóły                                                                               | Szczegóły       | Szczegóły                                                                                        | Szczegóły                                                                                 |
| -------------- | --------------------------------------------------------------------------------------- | --------------- | ------------------------------------------------------------------------------------------------ | ----------------------------------------------------------------------------------------- |
| Godzina: 13:00 | D. Sikma (SH) 14:43 J. van Soest (EQ) 22:44 D. Pohlman (PP2) 31:55 N. Muller (PP) 32:35 | (1:2, 3:2, 0:1) | 00:58 (EQ) Lee J.M. 01:58 (EQ) Park K. 23:10 (EQ) Kim J.W. 23:57 (PP) Lee J. 50:11 (EQ) Lee H.S. | Widzów: 427 Sędzia główny: Andrej Simankov Sędziowie liniowi: Cedric Borga Ally Flockhart |
| Godzina: 13:00 | 12 min.                                                                                 |                 | 18 min.                                                                                          | Widzów: 427 Sędzia główny: Andrej Simankov Sędziowie liniowi: Cedric Borga Ally Flockhart |

| 11 grudnia 2017 | Japonia | 3:2 pd. | Rumunia | Ice Bowl, Dumfries |

| Szczegóły      | Szczegóły                                                         | Szczegóły            | Szczegóły                                         | Szczegóły                                                                             |
| -------------- | ----------------------------------------------------------------- | -------------------- | ------------------------------------------------- | ------------------------------------------------------------------------------------- |
| Godzina: 16:30 | H. Tokuda (EQ) 08:55 Y. Kobori (EQ) 25:50 T. Kobayashi (EQ) 61:37 | (1:1, 1:1, 0:0, 1:0) | 14:28 (EQ) R. Ferencz-Csibi 26:04 (PS) Z. Reszegh | Widzów: 253 Sędzia główny: Adam Kika Sędziowie liniowi: Andrew Dalton Nikita Wiljugin |
| Godzina: 16:30 | 12 min.                                                           |                      | 12 min.                                           | Widzów: 253 Sędzia główny: Adam Kika Sędziowie liniowi: Andrew Dalton Nikita Wiljugin |

| 11 grudnia 2017 | Wielka Brytania | 6:2 | Estonia | Ice Bowl, Dumfries |

| Szczegóły      | Szczegóły | Szczegóły       | Szczegóły                                           | Szczegóły                                                                                      |
| -------------- | --- | --------------- | --------------------------------------------------- | ---------------------------------------------------------------------------------------------- |
| Godzina: 20:00 | L. Kirk (PP) 24:11 E. Knagss (PP) 26:33 J. Buesa (EQ) 26:48 S. Duggan (EQ) 44:00 C. Shudra (PP) 45:18 S. Duggan (EQ) 50:54 | (0:1, 3:0, 3:1) | 09:12 (PP2) E. Slessarevski 52:41 (PP) N. Jefriemow | Widzów: 487 Sędzia główny: Joonas Kova Sędziowie liniowi: Nicholas Briganti Christian Cristeli |
| Godzina: 20:00 | 10 min. |                 | 14 min.                                             | Widzów: 487 Sędzia główny: Joonas Kova Sędziowie liniowi: Nicholas Briganti Christian Cristeli |

| 13 grudnia 2017 | Rumunia | 4:8 | Estonia | Ice Bowl, Dumfries |

| Szczegóły      | Szczegóły                                                                                  | Szczegóły       | Szczegóły | Szczegóły                                                                                     |
| -------------- | ------------------------------------------------------------------------------------------ | --------------- | --- | --------------------------------------------------------------------------------------------- |
| Godzina: 13:00 | Z. Sandor (PP) 02:26 R. Ferencz-Csibi (SH) 17:57 S. Rokaly (EQ) 54:48 S. Rokaly (SH) 56:41 | (2:1, 0:4, 2:3) | 07:44 (PP2) A. Linde 23:44 (EQ) M. Simonov 26:48 (PP) V. Nestertsuk 30:45 (SH) V. Nestertsuk 37:30 (EQ) D. Kuznetsov 45:53 (EQ) J. Romanov 46:19 (EQ) D. Kuznetsov 59:09 (EQ) M. Simonov | Widzów: 547 Sędzia główny: Andrej Simankov Sędziowie liniowi: Nicholas Briganti Andrew Dalton |
| Godzina: 13:00 | 24 min.                                                                                    |                 | 16 min. | Widzów: 547 Sędzia główny: Andrej Simankov Sędziowie liniowi: Nicholas Briganti Andrew Dalton |

| 13 grudnia 2017 | Japonia | 5:1 | Korea Południowa | Ice Bowl, Dumfries |

| Szczegóły      | Szczegóły                                                                                           | Szczegóły       | Szczegóły           | Szczegóły                                                                           |
| -------------- | --------------------------------------------------------------------------------------------------- | --------------- | ------------------- | ----------------------------------------------------------------------------------- |
| Godzina: 16:30 | H. Tokuda (PP) 03:54 J. Sawade (PP) 16:20 Y. Kon (PP) 48:15 H. Aiki (EQ) 49:06 D. Aoyama (EQ) 52:18 | (2:1, 0:0, 3:0) | 11:01 (EQ) Lee J.M. | Widzów: 235 Sędzia główny: Miha Bajt Sędziowie liniowi: Ally Flockhart Mads Mandrup |
| Godzina: 16:30 | 6 min.                                                                                              |                 | 20 min,             | Widzów: 235 Sędzia główny: Miha Bajt Sędziowie liniowi: Ally Flockhart Mads Mandrup |

| Szczegóły      | Szczegóły | Szczegóły       | Szczegóły            | Szczegóły                                                                            |
| -------------- | --- | --------------- | -------------------- | ------------------------------------------------------------------------------------ |
| Godzina: 20:00 | L. Kirk (EQ) 17:50 T. Stubley (EQ) 26:29 H. Gulliver (EQ) 43:10 L. Kirk (PP) 47:38 J. Buesa (EQ) 48:36 H. Gulliver (EQ) 51:45 J. Waller (EQ) 55:43 L. Kirk (PP) 59:57 | (1:0, 1:1, 6:0) | 21:51 (EQ) N. Muller | Widzów: 527 Sędzia główny: Adam Kika Sędziowie liniowi: Cedric Borga Nikita Wiljugin |
| Godzina: 20:00 | 12 min. |                 | 12 min.              | Widzów: 527 Sędzia główny: Adam Kika Sędziowie liniowi: Cedric Borga Nikita Wiljugin |

| 14 grudnia 2017 | Estonia | 1:4 | Japonia | Ice Bowl, Dumfries |

| Szczegóły      | Szczegóły               | Szczegóły       | Szczegóły                                                                            | Szczegóły                                                                                  |
| -------------- | ----------------------- | --------------- | ------------------------------------------------------------------------------------ | ------------------------------------------------------------------------------------------ |
| Godzina: 13:00 | D. Kuznetsov (PP) 29:50 | (0:1, 1:2, 0:1) | 05:30 (PP) T. Kobayashi 31:46 (PP) D. Aoyama 32:48 (EQ) D. Aoyama 57:47 (EQ) H. Aiki | Widzów: 473 Sędzia główny: Joonas Kova Sędziowie liniowi: Christian Cristeli Andrew Dalton |
| Godzina: 13:00 | 16 min.                 |                 | 20 min.                                                                              | Widzów: 473 Sędzia główny: Joonas Kova Sędziowie liniowi: Christian Cristeli Andrew Dalton |

| 14 grudnia 2017 | Holandia | 1:7 | Rumunia | Ice Bowl, Dumfries |

| Szczegóły      | Szczegóły            | Szczegóły       | Szczegóły | Szczegóły                                                                              |
| -------------- | -------------------- | --------------- | --- | -------------------------------------------------------------------------------------- |
| Godzina: 16:30 | L. Smeets (EQ) 51:39 | (0:1, 0:2, 1:4) | 03:45 (PP) S. Rokaly 20:19 (EQ) Z. Sandor 27:00 (EQ) S. Rokaly 46:38 (PP2) Z. Reszegh 52:21 (EQ) K. Marton 56:37 (EQ) Z. Reszegh 57:23 (PP) S. Rokaly | Widzów: 196 Sędzia główny: Miha Bajt Sędziowie liniowi: Ally Flockhart Nikita Wiljugin |
| Godzina: 16:30 | 32 min.              |                 | 12 min. | Widzów: 196 Sędzia główny: Miha Bajt Sędziowie liniowi: Ally Flockhart Nikita Wiljugin |

| 14 grudnia 2017 | Korea Południowa | 5:4 pk. | Wielka Brytania | Ice Bowl, Dumfries |

| Szczegóły      | Szczegóły                                                                                       | Szczegóły                 | Szczegóły                                                                       | Szczegóły                                                                               |
| -------------- | ----------------------------------------------------------------------------------------------- | ------------------------- | ------------------------------------------------------------------------------- | --------------------------------------------------------------------------------------- |
| Godzina: 20:00 | Lee H.S. (EQ) 21:45 Park H. (EQ) 27:50 Lee J. (PS) 38:10 Lee J. (EQ) 51:26 Kim J.W. (GWG) 65:00 | (0:0, 3:3, 1:1, 0:0, 1:0) | 27:03 (EQ) C. Shudra 36:38 (EQ) L. Kirk 38:40 (PS) S. Duggan 57:33 (PP) L. Kirk | Widzów: 467 Sędzia główny: Andrej Simankov Sędziowie liniowi: Cedric Borga Mads Mandrup |
| Godzina: 20:00 | 10 min.                                                                                         |                           | 6 min.                                                                          | Widzów: 467 Sędzia główny: Andrej Simankov Sędziowie liniowi: Cedric Borga Mads Mandrup |

| 16 grudnia 2017 | Rumunia | 2:5 | Korea Południowa | Ice Bowl, Dumfries |

| Szczegóły      | Szczegóły                                  | Szczegóły       | Szczegóły                                                                                      | Szczegóły                                                                                 |
| -------------- | ------------------------------------------ | --------------- | ---------------------------------------------------------------------------------------------- | ----------------------------------------------------------------------------------------- |
| Godzina: 13:00 | Z. Sandor (EQ) 10:40 Z. Reszegh (EQ) 58:44 | (1:2, 0:1, 1:2) | 01:28 (EQ) Lee J.M. 07:32 (EQ) Park M. 25:46 (EQ) Lee J.M. 45:39 (PP) Lee J. 59:39 (EQ) Lee J. | Widzów: 327 Sędzia główny: Joonas Kova Sędziowie liniowi: Christian Cristeli Mads Mandrup |
| Godzina: 13:00 | 4 min.                                     |                 | 8 min.                                                                                         | Widzów: 327 Sędzia główny: Joonas Kova Sędziowie liniowi: Christian Cristeli Mads Mandrup |

| 16 grudnia 2017 | Estonia | 5:6 | Holandia | Ice Bowl, Dumfries |

| Szczegóły      | Szczegóły | Szczegóły       | Szczegóły | Szczegóły                                                                          |
| -------------- | --- | --------------- | --- | ---------------------------------------------------------------------------------- |
| Godzina: 16:30 | H. Koll (EQ) 04:29 J. Nevzorov (EQ) 05:36 A. Aleksandrov (PP) 16:43 V. Nestertsuk (EQ) 29:39 A. Aleksandrov (EQ) 57:36 | (3:0, 1:4, 1:2) | 22:00 (EQ) J. van Soest 32:48 (EQ) J. van Soest 33:55 (EQ) B. Coehorst 38:40 (EQ) N. Muller 47:47 (PP) J. van Soest 51:19 (EQ) W. Sars | Widzów: 433 Sędzia główny: Adam Kika Sędziowie liniowi: Cedric Borga Andrew Dalton |
| Godzina: 16:30 | 18 min. |                 | 18 min. | Widzów: 433 Sędzia główny: Adam Kika Sędziowie liniowi: Cedric Borga Andrew Dalton |

| 16 grudnia 2017 | Wielka Brytania | 2:5 | Japonia | Ice Bowl, Dumfries |

| Szczegóły      | Szczegóły                                | Szczegóły       | Szczegóły                                                                                           | Szczegóły                                                                                 |
| -------------- | ---------------------------------------- | --------------- | --------------------------------------------------------------------------------------------------- | ----------------------------------------------------------------------------------------- |
| Godzina: 20:00 | L. Kirk (PP2) 29:21 C. Shudra (EQ) 55:37 | (0:2, 1:0, 1:3) | 04:22 (EQ) M. Kume 08:49 (PP) D. Miura 42:33 (EQ) H. Aiki 51:09 (PP) D. Miura 59:04 (EQ) J. Shinoda | Widzów: 735 Sędzia główny: Miha Bajt Sędziowie liniowi: Nicholas Briganti Nikita Wiljugin |
| Godzina: 20:00 | 26 min.                                  |                 | 10 min.                                                                                             | Widzów: 735 Sędzia główny: Miha Bajt Sędziowie liniowi: Nicholas Briganti Nikita Wiljugin |

Tabela
| Lp | Zespół           | M | Pkt | Z | Zd | Pd | P | G+ | G- | +/- |
| -- | ---------------- | - | --- | - | -- | -- | - | -- | -- | --- |
| 1  | Japonia          | 5 | 14  | 4 | 1  | 0  | 0 | 23 | 7  | +16 |
| 2  | Korea Południowa | 5 | 10  | 2 | 2  | 0  | 1 | 21 | 19 | +2  |
| 3  | Wielka Brytania  | 5 | 10  | 3 | 0  | 1  | 1 | 23 | 15 | +8  |
| 4  | Estonia          | 5 | 4   | 1 | 0  | 1  | 3 | 20 | 25 | -5  |
| 5  | Rumunia          | 5 | 4   | 1 | 0  | 1  | 3 | 17 | 20 | -3  |
| 6  | Holandia         | 5 | 3   | 1 | 0  | 0  | 4 | 13 | 31 | -18 |

Statystyki indywidualne
- Klasyfikacja strzelców:  Liam Kirk
- Klasyfikacja asystentów:  Liam Kirk/ Andre Linde/ Park Ming-yu
- Klasyfikacja kanadyjska:  Liam Kirk
- Klasyfikacja +/−:  Park Ming-yu
- Klasyfikacja skuteczności interwencji bramkarzy:  Ryota Koda
- Klasyfikacja średniej goli straconych na mecz bramkarzy:  Ryota Koda

Nagrody indywidualne
Dyrektoriat turnieju wybrał trójkę najlepszych zawodników na każdej pozycji:
- Bramkarz:  Kim Tae-Kyung
- Obrońca:  Daiki Aoyama
- Napastnik:  Liam Kirk

## Grupa B
Wyniki
| 10 stycznia 2018 | Turcja | 3:8 | Belgia | Ice Rink Pionir, Belgrad |

| Szczegóły      | Szczegóły                                                    | Szczegóły       | Szczegóły | Szczegóły                                                                                    |
| -------------- | ------------------------------------------------------------ | --------------- | --- | -------------------------------------------------------------------------------------------- |
| Godzina: 13:00 | F. Taygar (EQ) 10:59 S. Bingol (EQ) 26:42 K. Salt (SH) 33:59 | (1:2, 2:2, 0:4) | 02:34 (EQ) T. Claessens 08:28 (EQ) R. Dhondt 25:27 (EQ) R. Dhondt 37:27 (EQ) B. Coolen 50:05 (SH) O. de Croock 52:52 (PP) O. de Croock 55:07 (PP) J. de Ceuster 57:58 (EQ) R. Dhondt | Widzów: 50 Sędzia główny: Ramon Sterkens Sędziowie liniowi: David Perduv Nicholas Verbruggen |
| Godzina: 13:00 | 12 min. kar                                                  |                 | 14 min. kar | Widzów: 50 Sędzia główny: Ramon Sterkens Sędziowie liniowi: David Perduv Nicholas Verbruggen |

| 10 stycznia 2018 | Hiszpania | 4:0 | Meksyk | Ice Rink Pionir, Belgrad |

| Szczegóły      | Szczegóły                                                                       | Szczegóły       | Szczegóły   | Szczegóły                                                                                    |
| -------------- | ------------------------------------------------------------------------------- | --------------- | ----------- | -------------------------------------------------------------------------------------------- |
| Godzina: 16:30 | A. Gil (EQ) 17:58 J. Cerda (PP) 24:32 D. Donath (PP) 46:17 L. O'Hare (EQ) 58:56 | (1:0, 1:0, 2:0) |             | Widzów: 40 Sędzia główny: Michał Baca Sędziowie liniowi: Oli Gunnarsson Flavius Crisan Hunor |
| Godzina: 16:30 | 14 min. kar                                                                     |                 | 16 min. kar | Widzów: 40 Sędzia główny: Michał Baca Sędziowie liniowi: Oli Gunnarsson Flavius Crisan Hunor |

| 10 stycznia 2018 | Serbia | 3:2 | Chorwacja | Ice Rink Pionir, Belgrad |

| Szczegóły      | Szczegóły                                                          | Szczegóły       | Szczegóły                                     | Szczegóły                                                                                     |
| -------------- | ------------------------------------------------------------------ | --------------- | --------------------------------------------- | --------------------------------------------------------------------------------------------- |
| Godzina: 20:00 | S. Subotić (EQ) 02:18 S. Curcić (EQ) 41:09 L. Vukicević (EQ) 48:12 | (1:1, 0:1, 2:0) | 17:31 (PP) L. Kramarić 28:48 (PP) D. R. Canić | Widzów: 630 Sędzia główny: Pär Daniel Eriksson Sędziowie liniowi: Kelsey Mahoney Timur Moriew |
| Godzina: 20:00 | 18 min. kar                                                        |                 | 24 min. kar                                   | Widzów: 630 Sędzia główny: Pär Daniel Eriksson Sędziowie liniowi: Kelsey Mahoney Timur Moriew |

| 11 stycznia 2018 | Meksyk | 4:6 | Turcja | Ice Rink Pionir, Belgrad |

| Szczegóły      | Szczegóły                                                                       | Szczegóły       | Szczegóły | Szczegóły                                                                             |
| -------------- | ------------------------------------------------------------------------------- | --------------- | --- | ------------------------------------------------------------------------------------- |
| Godzina: 13:00 | A. Najera (EQ) 10:33 D. Ariza (EQ) 17:06 L. Cruz (EQ) 43:29 C. Ramos (EQ) 47:15 | (2:1, 0:2, 2:3) | 08:44 (PP) T. Anlar 26:16 (SH) Y. Kars 37:57 (EQ) H. Secer 48:38 (EQ) F. Bakal 52:09 (PP2) K. Salt 52:39 (PP) F. Bakal | Widzów: 40 Sędzia główny: Michał Baca Sędziowie liniowi: Tibor Fazekas Kelsey Mahoney |
| Godzina: 13:00 | 16 min. kar                                                                     |                 | 2 min. kar | Widzów: 40 Sędzia główny: Michał Baca Sędziowie liniowi: Tibor Fazekas Kelsey Mahoney |

| 11 stycznia 2018 | Chorwacja | 4:2 | Belgia | Ice Rink Pionir, Belgrad |

| Szczegóły      | Szczegóły                                                                                | Szczegóły       | Szczegóły                                | Szczegóły                                                                                          |
| -------------- | ---------------------------------------------------------------------------------------- | --------------- | ---------------------------------------- | -------------------------------------------------------------------------------------------------- |
| Godzina: 16:30 | L. Kramarić (PP) 08:13 B. Crnec (PP) 17:06 S. Paulović (PP) 52:19 S. Paulović (EQ) 56:20 | (2:0, 0:1, 2:1) | 34:53 (EQ) B. Coolen 53:10 (EQ) E. Daems | Widzów: 30 Sędzia główny: Pär Daniel Eriksson Sędziowie liniowi: Flavius Crisan Hunor Timur Moriew |
| Godzina: 16:30 | 10 min. kar                                                                              |                 | 20 min. kar                              | Widzów: 30 Sędzia główny: Pär Daniel Eriksson Sędziowie liniowi: Flavius Crisan Hunor Timur Moriew |

| 11 stycznia 2018 | Hiszpania | 3:2 pk. | Serbia | Ice Rink Pionir, Belgrad |

| Szczegóły      | Szczegóły                                                       | Szczegóły                 | Szczegóły                                    | Szczegóły                                                                                        |
| -------------- | --------------------------------------------------------------- | ------------------------- | -------------------------------------------- | ------------------------------------------------------------------------------------------------ |
| Godzina: 20:00 | M. Sanchez (PP) 19:01 A. Garcia (PP) 59:01 J. Cerda (GWG) 65:00 | (1:0, 0:0, 1:2, 0:0, 1:0) | 46:52 (SH) L. Pejcić 51:20 (PP) L. Vukicević | Widzów: 720 Sędzia główny: Aleksander Soin Sędziowie liniowi: Oli Gunnarsson Nicholas Verbruggen |
| Godzina: 20:00 | 37 min. kar                                                     |                           | 34 min. kar                                  | Widzów: 720 Sędzia główny: Aleksander Soin Sędziowie liniowi: Oli Gunnarsson Nicholas Verbruggen |

| 13 stycznia 2018 | Chorwacja | 5:2 | Meksyk | Ice Rink Pionir, Belgrad |

| Szczegóły      | Szczegóły                                                                                                 | Szczegóły       | Szczegóły                                    | Szczegóły                                                                               |
| -------------- | --- | --------------- | -------------------------------------------- | --------------------------------------------------------------------------------------- |
| Godzina: 13:00 | B. Ficur (EQ) 00:34 J. Vuglac (EQ) 23:24 H. Kriksić (SH) 32:02 L. Sutevski (EQ) 52:51 B. Ficur (EQ) 59:08 | (1:1, 2:1, 2:0) | 08:35 (EQ) G. Hagerman 30:01 (EQ) B. Linares | Widzów: 20 Sędzia główny: Aleksander Soin Sędziowie liniowi: Tibor Fazekas Timur Moriew |
| Godzina: 13:00 | 10 min. kar                                                                                               |                 | 8 min. kar                                   | Widzów: 20 Sędzia główny: Aleksander Soin Sędziowie liniowi: Tibor Fazekas Timur Moriew |

| 13 stycznia 2018 | Hiszpania | 7:2 | Turcja | Ice Rink Pionir, Belgrad |

| Szczegóły      | Szczegóły | Szczegóły       | Szczegóły                                   | Szczegóły                                                                                    |
| -------------- | --- | --------------- | ------------------------------------------- | -------------------------------------------------------------------------------------------- |
| Godzina: 16:30 | A. Burgos (EQ) 04:08 L. O'Hare (EQ) 12:48 A. Martin (EQ) 18:27 A. Martinez (EQ) 33:39 O. Rubio (EQ) 38:43 D. Donath (EQ) 52:56 J. Cerda (PP) 58:15 | (3:1, 2:0, 2:1) | 12:31 (EQ) E. Kahraman 44:16 (PP2) F. Bakal | Widzów: 30 Sędzia główny: Ramon Sterkens Sędziowie liniowi: David Perduv Nicholas Verbruggen |
| Godzina: 16:30 | 14 min. kar |                 | 12 min. kar                                 | Widzów: 30 Sędzia główny: Ramon Sterkens Sędziowie liniowi: David Perduv Nicholas Verbruggen |

| 13 stycznia 2018 | Serbia | 7:5 | Belgia | Ice Rink Pionir, Belgrad |

| Szczegóły      | Szczegóły | Szczegóły       | Szczegóły                                                                                                  | Szczegóły                                                                               |
| -------------- | --- | --------------- | --- | --------------------------------------------------------------------------------------- |
| Godzina: 20:00 | S. Curcić (EQ) 02:16 M. Djumić (EQ) 02:39 V. Kastel (PP) 10:25 P. Vojinović (PP) 18:24 M. Djumić (EQ) 24:12 L. Vukicević (SH) 27:27 L. Vukicević (EQ) 58:09 | (4:2, 2:0, 1:3) | 08:12 (EQ) K. Henin 11:54 (PP) T. Auger 42:08 (EQ) R. Dhondt 47:30 (EQ) S. Swennen 58:19 (EQ) O. de Croock | Widzów: 720 Sędzia główny: Michał Baca Sędziowie liniowi: Oli Gunnarsson Kelsey Mahoney |
| Godzina: 20:00 | 36 min. kar |                 | 47 min. kar                                                                                                | Widzów: 720 Sędzia główny: Michał Baca Sędziowie liniowi: Oli Gunnarsson Kelsey Mahoney |

| 15 stycznia 2018 | Belgia | 3:9 | Hiszpania | Ice Rink Pionir, Belgrad |

| Szczegóły      | Szczegóły                                                        | Szczegóły       | Szczegóły | Szczegóły                                                                                    |
| -------------- | ---------------------------------------------------------------- | --------------- | --- | -------------------------------------------------------------------------------------------- |
| Godzina: 13:00 | B. Coolen (EQ) 06:38 N. Compere (PP) 24:29 S. Swennen (EQ) 28:16 | (1:1, 2:4, 0:4) | 19:31 (PP) O. Rubio 26:25 (EQ) A. Torres 36:54 (PP) J. Cerda 37:23 (EQ) P. Gimenez 38:06 (PP) A. Torres 44:21 (PP) A. Torres 49:29 (PP) J. Cerda 52:38 (EQ) D. Donath 59:17 (SH2) A. Arraras | Widzów: 40 Sędzia główny: Pär Daniel Eriksson Sędziowie liniowi: Kelsey Mahoney David Perduv |
| Godzina: 13:00 | 68 min. kar                                                      |                 | 10 min. kar | Widzów: 40 Sędzia główny: Pär Daniel Eriksson Sędziowie liniowi: Kelsey Mahoney David Perduv |

| 15 stycznia 2018 | Turcja | 1:4 | Chorwacja | Ice Rink Pionir, Belgrad |

| Szczegóły      | Szczegóły           | Szczegóły       | Szczegóły                                                                               | Szczegóły                                                                                      |
| -------------- | ------------------- | --------------- | --------------------------------------------------------------------------------------- | ---------------------------------------------------------------------------------------------- |
| Godzina: 16:30 | F. Bakal (EQ) 18:01 | (1:0, 0:1, 0:3) | 26:45 (EQ) D. Matić 42:38 (SH) T. Trstenjak 47:52 (PP) S. Paulović 58:02 (EQ) H. Krisić | Widzów: 30 Sędzia główny: Aleksander Soin Sędziowie liniowi: Tibor Fazekas Nicholas Verbruggen |
| Godzina: 16:30 | 10 min. kar         |                 | 6 min. kar                                                                              | Widzów: 30 Sędzia główny: Aleksander Soin Sędziowie liniowi: Tibor Fazekas Nicholas Verbruggen |

| 15 stycznia 2018 | Meksyk | 1:3 | Serbia | Ice Rink Pionir, Belgrad |

| Szczegóły      | Szczegóły           | Szczegóły       | Szczegóły                                                             | Szczegóły                                                                                      |
| -------------- | ------------------- | --------------- | --------------------------------------------------------------------- | ---------------------------------------------------------------------------------------------- |
| Godzina: 20:00 | J. Perez (EQ) 38:02 | (0:0, 1:2, 0:1) | 29:09 (EQ) A. Filipović 36:41 (PP) L. Vukicević 54:55 (PP) D. Grković | Widzów: 740 Sędzia główny: Ramon Sterkens Sędziowie liniowi: Flavius Crisan Hunor Timur Moriew |
| Godzina: 20:00 | 14 min. kar         |                 | 10 min. kar                                                           | Widzów: 740 Sędzia główny: Ramon Sterkens Sędziowie liniowi: Flavius Crisan Hunor Timur Moriew |

| 16 stycznia 2018 | Chorwacja | 1:3 | Hiszpania | Ice Rink Pionir, Belgrad |

| Szczegóły      | Szczegóły           | Szczegóły       | Szczegóły                                                       | Szczegóły                                                                                     |
| -------------- | ------------------- | --------------- | --------------------------------------------------------------- | --------------------------------------------------------------------------------------------- |
| Godzina: 13:00 | B. Ficur (EQ) 29:56 | (0:1, 1:0, 0:2) | 08:21 (EQ) A. Arraras 47:03 (PP) D. Donath 59:23 (EQ) D. Donath | Widzów: 50 Sędzia główny: Pär Daniel Eriksson Sędziowie liniowi: Tibor Fazekas Kelsey Mahoney |
| Godzina: 13:00 | 10 min .kar         |                 | 22 min. kar                                                     | Widzów: 50 Sędzia główny: Pär Daniel Eriksson Sędziowie liniowi: Tibor Fazekas Kelsey Mahoney |

| 16 stycznia 2018 | Belgia | 4:5 | Meksyk | Ice Rink Pionir, Belgrad |

| Szczegóły      | Szczegóły                                                                                | Szczegóły       | Szczegóły                                                                                             | Szczegóły                                                                             |
| -------------- | ---------------------------------------------------------------------------------------- | --------------- | --- | ------------------------------------------------------------------------------------- |
| Godzina: 16:30 | J. de Ceuster (EQ) 08:15 J. Versin (EQ) 11:35 A. Klijsen (PP) 16:50 J. Versin (EQ) 20:37 | (3:3, 1:2, 0:0) | 12:51 (PP) K. Pierce 15:42 (EQ) J. Perez 18:34 (PP) C. Ramos 22:46 (EQ) E. Urbano 32:14 (EQ) J. Perez | Widzów: 20 Sędzia główny: Ramon Sterkens Sędziowie liniowi: Timur Moriew David Perduv |
| Godzina: 16:30 | 20 min. kar                                                                              |                 | 10 min. kar                                                                                           | Widzów: 20 Sędzia główny: Ramon Sterkens Sędziowie liniowi: Timur Moriew David Perduv |

| 16 stycznia 2018 | Serbia | 7:1 | Turcja | Ice Rink Pionir, Belgrad |

| Szczegóły      | Szczegóły | Szczegóły       | Szczegóły              | Szczegóły                                                                                    |
| -------------- | --- | --------------- | ---------------------- | -------------------------------------------------------------------------------------------- |
| Godzina: 20:00 | L. Vukicević (EQ) 00:38 L. Vukicević (EQ) 24:11 D. Grković (EQ) 24:54 L. Vukicević (EQ) 26:34 M. Djumić (EQ) 35:52 D. Janković (PP) 46:55 M. Dragović (EQ) 58:14 | (1:1, 4:0, 2:0) | 19:26 (EQ) E. Kahraman | Widzów: 560 Sędzia główny: Michał Baca Sędziowie liniowi: Oli Gunnarsson Nicholas Verbruggen |
| Godzina: 20:00 | 24 min. kar |                 | 20 min. kar            | Widzów: 560 Sędzia główny: Michał Baca Sędziowie liniowi: Oli Gunnarsson Nicholas Verbruggen |

Tabela
| Lp. | Zespół    | M | Pkt | Z | Zd | Pd | P | G+ | G- | +/− |
| --- | --------- | - | --- | - | -- | -- | - | -- | -- | --- |
| 1.  | Hiszpania | 5 | 14  | 4 | 1  | 0  | 0 | 26 | 8  | +18 |
| 2.  | Serbia    | 5 | 13  | 4 | 0  | 1  | 0 | 22 | 12 | +10 |
| 3.  | Chorwacja | 5 | 9   | 3 | 0  | 0  | 2 | 16 | 11 | +5  |
| 4.  | Belgia    | 5 | 3   | 1 | 0  | 0  | 4 | 22 | 28 | -6  |
| 5.  | Meksyk    | 5 | 3   | 1 | 0  | 0  | 4 | 12 | 22 | -10 |
| 6.  | Turcja    | 5 | 3   | 1 | 0  | 0  | 4 | 13 | 30 | -17 |

    = awans do dywizji II, grupy A      = spadek do dywizji III
Statystyki indywidualne
- Klasyfikacja strzelców:  Luka Vukicević
- Klasyfikacja asystentów:  Mirko Djumić
- Klasyfikacja kanadyjska:  Luka Vukicević
- Klasyfikacja +/−:  Luka Vukicević
- Klasyfikacja skuteczności interwencji bramkarzy:  Vito Nikolić
- Klasyfikacja średniej goli straconych na mecz bramkarzy:  Vito Nikolić

Nagrody indywidualne
Dyrektoriat turnieju wybrał trójkę najlepszych zawodników na każdej pozycji:
- Bramkarz:  Raul Barbo
- Obrońca:  Vito Kramarić
- Napastnik:  Luka Vukicević